# Campeonato Panamericano de Taekwondo de 2014
El XVIII Campeonato Panamericano de Taekwondo se celebró en Aguascalientes (México) en 2014 bajo la organización de la Unión Panamericana de Taekwondo.
En total se disputaron en este deporte dieciséis pruebas diferentes, ocho masculinas y ocho femeninas.

## Resultados

### Masculino
| Evento | Oro                                | Plata                                 | Bronce                                                          |
| ------ | ---------------------------------- | ------------------------------------- | --------------------------------------------------------------- |
| –54 kg | César Román Rodríguez · México     | Harold Avella · Colombia              | Logan Gerick · Estados Unidos · Tyler Muscat · Canadá           |
| –58 kg | Luisito Pie · República Dominicana | Lucas Guzmán Argentina                | Guilherme Dias Alves · Brasil · Damián Villa Valadez · México   |
| –63 kg | Saúl Gutiérrez Macedo · México     | Bernardo Pie · República Dominicana   | Olie Burton · Estados Unidos · Diego Camacho · Ecuador          |
| –68 kg | Isaac Torres Vázquez · México      | Siddhartha Bhat · Canadá              | Terrence Jennings Estados Unidos Tosh van Dijk Surinam          |
| –74 kg | Uriel Adriano Ruiz · México        | Wilkin Heredia · República Dominicana | Fernando García Argentina Elvis Barbosa Puerto Rico             |
| –80 kg | René Lizárraga · México            | André Bilia · Brasil                  | Sebastián Crismanich · Argentina · Yair Medina Ortiz · Colombia |
| –87 kg | Marc-André Bergeron · Canadá       | Lucas Ferreira · Brasil               | Stuart Smit Aruba William Connick Estados Unidos                |
| +87 kg | Stephen Lambdin Estados Unidos     | Guilherme Cezário Felix · Brasil      | Martín Sío · Argentina · Víctor Feliz · República Dominicana    |

### Femenino
| Evento | Oro                                | Plata                                      | Bronce                                                                 |
| ------ | ---------------------------------- | ------------------------------------------ | ---------------------------------------------------------------------- |
| –46 kg | Iris Tang Sing · Brasil            | Yvette Yong · Canadá                       | Kelsey Junious · Estados Unidos · Ana Oliván · México                  |
| –49 kg | Elizabeth Zamora · Guatemala       | Itzel Manjarrez · México                   | Ibeth Camila Rodríguez · Colombia · Charlotte Craig · Estados Unidos   |
| –53 kg | Carolena Carstens · Panamá         | Yeny Contreras · Chile                     | Diana Lara Núñez · México · Laura García Barrera · Colombia            |
| –57 kg | Evelyn Gonda · Canadá              | Jessica Chávez Rivera · México             | Doris Patiño · Colombia · Josiane Lima · Brasil                        |
| –62 kg | Ashley Kraayeveld · Canadá         | Júlia Vasconcelos · Brasil                 | Anel Vaitiare Félix · México · Aniat Oquendo · Puerto Rico             |
| –67 kg | Melissa Pagnotta · Canadá          | Katherine Alvarado Araya · Costa Rica      | Paige McPherson · Estados Unidos · Katherine Dumar Portacio · Colombia |
| –73 kg | Jacqueline Galloway Estados Unidos | María del Rosario Espinoza · México        | Sandra Vanegas · Colombia · Ana Carolina Faria · Brasil                |
| +73 kg | Briseida Acosta · México           | Katherine Rodríguez · República Dominicana | Keyla Ávila Honduras Lauren Cahoon Estados Unidos                      |

## Medallero
| Núm. | País                 | Oro | Plata | Bronce | Total |
| ---- | -------------------- | --- | ----- | ------ | ----- |
| 1    | México               | 6   | 3     | 4      | 13    |
| 2    | Canadá               | 4   | 2     | 1      | 7     |
| 3    | Estados Unidos       | 2   | 0     | 8      | 10    |
| 4    | Brasil               | 1   | 4     | 3      | 8     |
| 5    | Guatemala            | 1   | 0     | 0      | 1     |
| 5    | Panamá               | 1   | 0     | 0      | 1     |
| 7    | República Dominicana | 1   | 3     | 1      | 5     |
| 8    | Colombia             | 0   | 1     | 6      | 7     |
| 9    | Argentina            | 0   | 1     | 3      | 4     |
| 10   | Chile                | 0   | 1     | 0      | 1     |
| 10   | Costa Rica           | 0   | 1     | 0      | 1     |
| 12   | Puerto Rico          | 0   | 0     | 2      | 2     |
| 13   | Aruba                | 0   | 0     | 1      | 1     |
| 13   | Ecuador              | 0   | 0     | 1      | 1     |
| 13   | Honduras             | 0   | 0     | 1      | 1     |
| 13   | Surinam              | 0   | 0     | 1      | 1     |
|      | TOTAL                | 16  | 16    | 32     | 64    |